# Piedad Peñaherrera de Costales
Piedad Peñaherrera de Costales (Quito, Ecuador, 20 de enero de 1929 - Quito, 1 de septiembre de 1994) fue una importante antropóloga ecuatoriana. Es considerada como la iniciadora y la primera mujer graduada del Instituto de Antropología y Geografía, se dedicó al estudio de la antropología y a la investigación etnológica e histórica. Junto a su esposo Alfredo Costales escribió el libro Historia Social del  Ecuador, considerado un clásico de la etnología Ecuatoriana. Se dedicó también a la cátedra universitaria.

## Biografía
Hija legítima de Alfredo Peñaherrera Moral, empleado de almacén, administrador del pasaje Royal en Quito, y de Luzmila Araque naturales del anejo de Isinliví, provincia de Cotopaxi. Sus ancestros campesinos del Cotopaxi impusieron en ella el afán por defender y valorar al indigenismo. Además, aprendió a entender sus conceptos de vida y muerte, su filosofía y modo de pensar y los acervos culturales de las comunidades indígenas. Contrajo matrimonio con Alfredo Costales Samaniego (1925–2016), quien fue su compañero en el Instituto donde estudió, y tuvieron 6 hijos. 

### Estudios
Los primeros años estudió en el “Instituto Pérez Pallares”, luego al mudarse a Alausí asistió a la escuela “San Francisco de Sales”. Al regresar a Quito empezó a estudiar en la escuela mixta “Leopoldo Chávez” donde escribió poesías inéditas. En 1948, se graduó del colegio “Veinticuatro de Mayo” donde se especializó en Ciencias Sociales.
En 1949, ingresó al Instituto Ecuatoriano de Antropología y Geografía y se graduó de antropóloga en 1952, fue la iniciadora y, la primera mujer graduada en aquel centro que contó con insignes maestros como Paul Rivet entre otros. Ese mismo año comenzó sus estudios en pedagogía y periodismo de los cuales se graduó en 1955.

### Vida profesional
En 1952 egresó de antropóloga e inició su carrera de pedagogía y periodismo que terminó en 1955 por razones personales. A partir de ahí destacan los siguientes hitos en su carrera profesional:
- Entre 1962 y 1969 enseñó "Métodos y Técnicas de Investigación y Etnología" en la Escuela de Sociología de la Universidad Central del Ecuador.

- Entre 1969 y 1971 enseñó Antropología y Etnología en la escuela de Antropología de la Universidad Católica de Quito, escuela de la cual fue cofundadora.

- En 1971 fue designada profesora principal de Antropología en la Facultad de Arquitectura de la Universidad Católica de Quito, dictando cátedra durante trece años hasta 1984 cuando se jubiló de sus cátedras universitarias.

- Entre 1975 y 1984 dictó Antropología en la Facultad de Ciencias de la Información de la Universidad Central del Ecuador.

- En los años 1979 y 1980 fue Asesora Técnica del Instituto de Artes Andinas Populares.

- En 1981 le propusieron varias asesorías y direcciones técnicas pero no las aceptó para dedicarse a sus hijos.

- Alcanzó el premio Tobar en Ciencias Sociales en los años 1957 y 1964, con las obras Jumgo ñac e Historia social del Ecuador. También fue nominada candidata al premio Eugenio Espejo en 1991 y 1993.[3]

Enfermó y estuvo mal por varios meses a consecuencia de diversas dolencias y falleció en Quito el sábado 1° de septiembre de 1994 a los 65 años de un infarto sorpresivo.

## Obras
Piedad desarrolló una carrera tanto con su esposo como por su cuenta. Dentro de las principales publicaciones que hizo sola se encuentran:
- Aspectos socio-económicos de la estructura agraria ecuatoriana (1964)
- Dios pac villa huma: Juan Gualberto Lobato Huaraca (1953)
- Recopilación de leyes sociales indígenas de 1830 a 1918 (1964)
- Juman de o la confabulación de los brujos (1983)
- Hayna-Capac (1964)
- El Chagra: Estudio socio-económico del mestizaje ecuatoriano (1961)
- Los Salasacas (1959)
- Comunas juricamente organizadas (1962)
- Llacta: la grande trilogía de la conquista (1956)

Libros en colaboración con su esposo, Alfredo Costales Samaniego: 
- El Quisihuar o el árbol de Dios (1966)
- Historia social del Ecuador: Concertaje de indios y manumisión de esclavos (1964)
- Tungurahua: estudio socioeconómico de la provincia del Tungurahua (1961)
- Cunas y Chocos (1968)
- Historia cultural del campesinado de Chimborazo (1957)
- Los shuar en la historia (1978)
- Los Señores naturales de la tierra (1982)
- Lo indígena y lo negro (1995)
- El general Víctor Proaño: explorador del territorio shuar (1994)
- Historia de la colonia del gobierno de Macas (1996)
- Amazonia: Ecuador, Perú, Bolivia (1983)